# Bianca Maria Fusari
Bianca Maria Fusari (née le 13 mai 1932 à Rome) est une actrice italienne.

## Filmographie
- 1950 : Totò Tarzan de Mario Mattoli
- 1952 : Quatre roses rouges (Quattro rose rosse) de Nunzio Malasomma
- 1953 : Le Chemin de l'espérance (Il viale della speranza) de Dino Risi
- 1954 : Larmes d'amour (Lacrime d'amore) de Pino Mercanti
- 1954 : Les Deux orphelines de Giacomo Gentilomo
- 1955 : Rêve d'amour (Suonno d'ammore) de Sergio Corbucci
- 1955 : Adriana Lecouvreur de Guido Salvini
- 1955 : Io piaccio de Giorgio Bianchi